# Pie Iesu
Pie Iesu – album muzyki współczesnej skomponowanej „na zamówienie” przez nestorów i młodych dzisiejszych kompozytorów (Stanisław Moryto, Marian Borkowski, Sebastian Szymański, Marcin Łukaszewski, Łukasz Farcinkiewicz, Marek Raczyński, Julia Seeholzer, Michał Malec, Paweł Łukaszewski), do tekstu „Pie Jesu...” (pol. „Dobry Jezu, a nasz Panie, daj im wieczne spoczywanie”) w wykonaniu Chóru Katedry Warszawsko-Praskiej „Musica Sacra” pod batutą Pawła Łukaszewskiego, z udziałem sopranistki Joanny Łukaszewskiej i pianisty / organisty Łukasza Farcinkiewicza. Został wydany 5 czerwca 2018 przez Requiem Records. Nominacja do Fryderyka 2019 w kategorii «Album Roku Muzyka Współczesna».

## Lista utworów
1. Joanna Łukaszewska: Requiem Aeternam 0:52
2. Stanisław Moryto: Pie Iesu Domine 3:07
3. Joanna Łukaszewska: Absolve, Domine 0:55
4. Marian Borkowski: Dona Eis Requiem 4:10
5. Joanna Łukaszewska: Domine Iesu Christe 2:34
6. Sebastian Szymański: Pie Iesu 3:49
7. Joanna Łukaszewska: Lux Aeterna 0:28
8. Marcin Łukaszewski: Pie Iesu 3:09
9. Joanna Łukaszewska: Libera Me 1:27
10. Łukasz Farcinkiewicz: Pie Iesu 4:45
11. Joanna Łukaszewska: Subvenite Sancti Dei 1:02
12. Marek Raczyński: Pie Iesu 4:27
13. Joanna Łukaszewska: In Paradisum 0:41
14. Julia Seeholzer: Pie Iesu 3:44
15. Joanna Łukaszewska: Chorus Angelorum 0:35
16. Michał Malec: Pie Iesu 5:34
17. Joanna Łukaszewska: Ego Sum Resurrectio et Vita 0:45
18. Paweł Łukaszewski: Pie Iesu 3:30
19. Joanna Łukaszewska: Salve Regina 1:47
20. Paweł Łukaszewski: In Paradisum 3:28

## Twórcy
- Joanna Łukaszewska – sopran [1, 3, 5, 7, 9-11, 13, 15, 17, 19]
- Chór Katedry Warszawsko-Praskiej Musica Sacra – chór [2, 4, 6, 8, 10,12,14,16, 18, 20]
- Łukasz Farcinkiewicz – fortepian, organy [10, 18, 20]
- Paweł Łukaszewski – dyrygent [2, 4, 6, 8, 10,12,14,16, 18, 20]
- Andrzej Brzoska – reżyseria dźwięku, montaż i mastering
- Jarosław Olejnik, Bartek Barczyk, Katarzyna Bieniaszewska – zdjęcia
- Łukasz Pawlak – koncepcja i projekt graficzny